# 金谷乡
金谷乡，是中华人民共和国广西壮族自治区河池市东兰县下辖的一个乡镇级行政单位。

## 行政区划
金谷乡下辖以下地区：
金谷村、接浪村、接桂村、板路村、牙能村、纳立村、隆通村和隆明村。